# きみを気にしてる
「きみを気にしてる」（きみをきにしてる）は、柳原陽一郎の楽曲。1998年4月22日にPANAMより3作目のシングルとして発売された。

## 解説
前作『クリスマス・ベル』より2年4か月ぶりのリリースで、2ndアルバム『長いお別れ』からの先行シングル。
たま脱退後および本名名義での初のシングル。
現在は廃盤となっている。

## 収録曲
全曲 作詞・作曲・編曲：柳原陽一郎
1. きみを気にしてる（5:42）
曲のテーマは「友情」で、別れたものの苦闘しているであろう友人達に向けて書かれた楽曲[1]。
2015年にデビュー25周年を記念して発売されたベスト・アルバム『もっけの幸い』には、権利上の問題から収録されていないが、「レーベルの垣根がなかったら『ブルー・アイズ』や『きみを気にしてる』を入れるくらいしてたんじゃないかな。」とコメントしている[2]
2021年に発売されたアルバム『GOOD DAYS』には、ピアノによる弾き語りバージョンが収録された[3]。
2. タイミングがワルイ（4:10）
別名は「和泉多摩川」。柳原はこの曲のオルガンの音がお気に入りであると語っている[1]。
当初よりアルバムには収録しないという楽曲として制作されたが[1]、2009年に発売された『長いお別れ スペシャル・エディション』に収録された。『長いお別れ スペシャル・エディション』にはこの楽曲のデモ音源も収録されている[4]。
3. きみを気にしてる (オリジナル・カラオケ)（5:42）

## 参加ミュージシャン
| きみを気にしてる - 柳原陽一郎：Vocals, Piano, Acoustic Guitar - 菅原弘明：Electric Guitar - 沢田浩史：Bass - 鎌田清：Drums | タイミングがワルイ - 柳原陽一郎：Vocals, Acoustic Guitar, Organ, Piano, Percussion - 菅原弘明：Electric Guitar - 沢田浩史：Bass - 鎌田清：Drums |

## 収録アルバム
きみを気にしてる
- 長いお別れ
- 長いお別れ スペシャル・エディション
- GOOD DAYS（ピアノ弾き語りバージョン）

タイミングがワルイ
- 長いお別れ スペシャル・エディション